# Właściwości fizyczne i chemiczne minerałów
Właściwości fizyczne i chemiczne minerałów
Minerały, tak jak i inne substancje, mają określone właściwości fizyczne i chemiczne, na których podstawie można określić rodzaj minerału.
Istnieją jednak cechy diagnostyczne, które dają absolutną pewność co do rodzaju danego minerału np. właściwości fizyczne kryształu, podobnie jak jego wygląd zewnętrzny i symetria, uzależnione są od jego budowy wewnętrznej, są swoistą cechą każdego minerału i dlatego są bardzo pomocne przy jego oznaczaniu.

## Właściwości
właściwości fizyczne  minerałów:
- twardość w skali Mohsa
- przełam
- łupliwość
- właściwości mechaniczne minerału
- gęstość minerału

właściwości optyczne minerałów
- barwa minerału
- rysa - (barwa rysy)
- połysk
- współczynnik załamania światła
- efekty optyczne
  - luminescencja
  - iryzacja
  - opalescencja
  - opalizacja
  - schillerescencja
  - asteryzm
  - awenturyzacja
  - efekt aleksandrytu
  - adularyzacja
  - efekt kociego oka
  - labradoryzacja
- stopień przezroczystości
- dwójłomność
- dyspersja
- pleochroizm
- refleksy wewnętrzne

właściwości elektryczne minerału
- przewodność elektryczna minerału
- piroelektryczność minerału
- piezoelektryczność minerału

właściwości chemiczne minerału
- skład chemiczny - (chemizm)
- układ krystalograficzny
- skupienia minerałów
- polimorfizm (krystalografia) = alotropia
- izomorfizm (krystalografia)
- inkluzja (jubilerstwo) - (wrostki)
- parageneza
- idiomorfizm
- pseudomorfoza
- paramorfoza

właściwości magnetyczne minerału